# Rifle Brigade (Prince Consort’s Own)

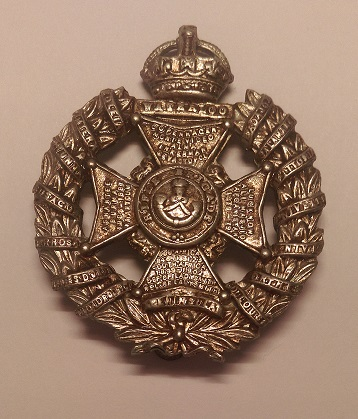
Mützenabzeichen der Rifle Brigade

Die Rifle Brigade (Prince Consort’s Own) war ein Regiment der leichten Infanterie der British Army, das von 1816 bis 1958 bestand. Es ging aus dem 1802 gegründeten Regiment der 95th Rifles hervor und kämpfte unter anderem im Krimkrieg, in mehreren britischen Kolonialkriegen des späten 19. Jahrhunderts, im Ersten sowie im Zweiten Weltkrieg. Den Namenszusatz Prince Consort’s Own erhielt es 1862 von seinem Colonel-in-Chief ab 1852, Prinzgemahl Albert.

## Geschichte
Bei der Reduzierung der Truppenzahl der British Army nach dem Ende der Koalitionskriege wurde entschieden, dass die Expertise der Angehörigen des Vorgängerregiments, der 95th Rifles, nicht einfach verloren gehen sollte und weiterhin leichte Infanterieeinheiten benötigt würden. Infolgedessen wurde am 23. Februar 1816 die Rifle Brigade gegründet, die außerhalb der Nummerierung der Linienregimenter stand. Colonel-in-Chief war ab 1820 Arthur Wellesley, 1. Duke of Wellington.
Nachdem sie in den ersten 30 Jahren ihrer Existenz ohne Kampfeinsatz geblieben war, wurden Teile der Brigade erstmals im Siebten Grenzkrieg („War of the Axe“; 1846/47) im südlichen Afrika eingesetzt. Es folgten Einsätze in der Schlacht von Boomplaats 1848 gegen burische Voortrekker und im Achten Grenzkrieg 1852/53.

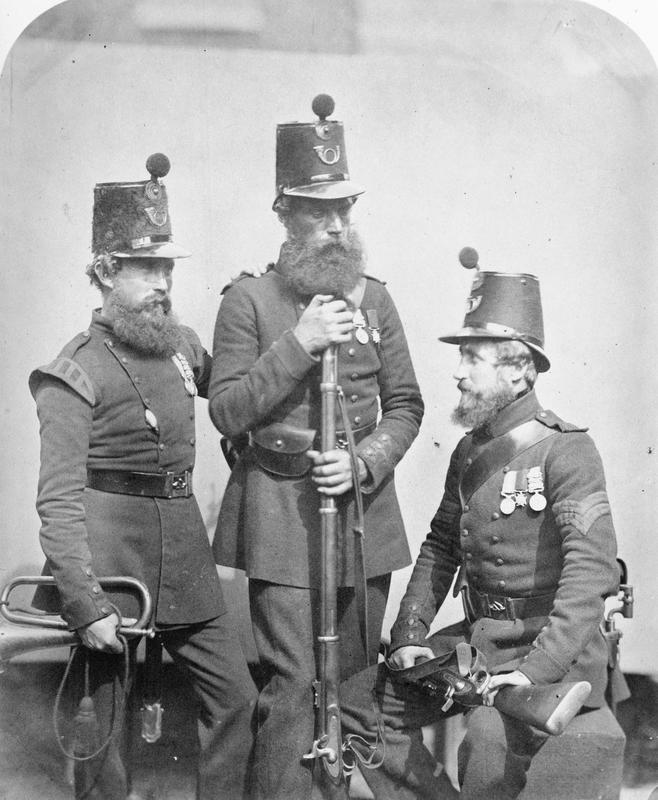
Angehörige der Rifle Brigade zur Zeit des Krimkrieges

Von 1853 bis 1854 kämpften zwei Bataillone der Brigade im Krimkrieg, unter anderem in den Schlachten an der Alma und bei Inkerman sowie bei der Belagerung von Sewastopol. Hierbei wurden die ersten acht Viktoria-Kreuze an Angehörige der Brigade verliehen.
Im Indischen Aufstand von 1857 kam die Brigade unter anderem bei den Kämpfen um Kanpur und zum Entsatz der belagerten Garnison von Lucknow zum Einsatz. Hier wurden vier weitere Viktoria-Kreuze vergeben.
Ab den 1860er Jahren folgten Einsätze der zu diesem Zeitpunkt vier Bataillone in Britisch-Nordamerika, unter anderem gegen die dortigen Fenieraufstände, in Britisch-Indien und angrenzenden Gebieten sowie in Afrika, jeweils im Wechsel mit Aufenthalten im Mutterland. Das 2. Bataillon kämpfte im Dritten Aschanti-Krieg von 1873/74, das 4. Bataillon im Zweiten Anglo-Afghanischen Krieg 1878–1880. Im Dritten Anglo-Birmanischen Krieg von 1885 bis 1887, im Mahdiaufstand von 1881 bis 1899 und im Vierten Aschanti-Krieg von 1895 bis 1896 folgten weitere Einsätze.
Im 1899 ausgebrochenen Zweiten Burenkrieg wurden vier der inzwischen fünf Bataillone eingesetzt. Unter anderem kämpften sie bei der Belagerung und beim Entsatz von Ladysmith. Zwei weitere Viktoria-Kreuze wurden gewonnen, davon eines von Captain Walter Norris Congreve.

### Im Ersten Weltkrieg

#### Reguläre Bataillone
Das 1. Bataillon landete im August 1914 als Teil der 11. Brigade der 4th Division der ursprünglichen British Expeditionary Force in Le Havre. Es kam 1914 in den Schlachten an der Marne und an der Aisne zum Einsatz, 1915 in der Zweiten Flandernschlacht, 1916 in der Schlacht an der Somme, 1917 in der Schlacht bei Arras und der Dritten Flandernschlacht und 1918 in der Vierten Flandernschlacht, der Schlacht bei Amiens, den Kämpfen um die Siegfriedstellung und den Schlusskämpfen in der Picardie.
Das 2. Bataillon befand sich bei Kriegsausbruch in Britisch-Indien. Es landete im November 1914 als Teil der 25. Brigade der 8th Division in Le Havre. Es nahm 1915 an den Schlachten von Neuve-Chapelle und Aubers Ridge, 1916 an der Schlacht an der Somme, 1917 an der Dritten Flandernschlacht und 1918 an der Abwehr der deutschen „Michael“-Offensive, der Dritten Aisneschlacht und an der Hunderttageoffensive im Bereich der Scarpe und im Artois teil.
Das 3. Bataillon, in Irland stationiert, landete im September 1914 als Teil der 17. Brigade der 6th Division in Saint-Nazaire. 1915 wechselte es mit der Brigade zur 24th Division. Es kämpfte 1916 an der Somme, 1917 bei Arras, in Flandern und bei Cambrai und 1918 in der Hunderttageoffensive in der Picardie.
Das 4. Bataillon, ebenfalls aus Indien kommend, landete im Dezember 1914 als Teil der 80. Brigade der 27th Division in Le Havre. Im November 1915 wurde es an die Salonikifront verlegt, wo es den Rest des Krieges verbrachte.

#### Reserve- und Territorialbataillone
Das 5. und 6. Bataillon dienten als Ersatzeinheiten und blieben für die Dauer des Krieges in England. Das 7., 8. und 9. Reservebataillon, Kitchener-Einheiten, unterstanden von 1914 bis 1918 der 14th (Light) Division, die ab Sommer 1915 an der Westfront kämpfte. Ähnliches galt für das 10., 11. und 12. Reservebataillon, die zur 20th (Light) Division gehörten, sowie das 13. und 16. Reservebataillon, die im Rahmen der 37th Division bzw. der 39th Division eingesetzt wurden. Das 14., 15. und 17. Bataillon wurden zur Rekrutenausbildung verwendet.
Das 18. (London), 19. (Western), 20. (Northern), 21. (Midland), 22. (Wessex & Welsh), 23. (North Western), 24. (Home Counties) und 25. (Reserve Garrison) Bataillon waren Verbände des Territorialheeres, die im November 1915 aufgestellt und für Bewachungsaufgaben im Mutterland, in Indien, Ägypten und auf dem Balkan eingesetzt wurden.
Fast 11.600 Angehörige des Regiments starben im Ersten Weltkrieg. Es wurden zehn Viktoria-Kreuze und zahlreiche andere Tapferkeitsauszeichnungen verliehen.

### In der Zwischenkriegszeit
Nach dem Kriegsende wurden die überzähligen Bataillone wieder aufgelöst. Das 1. Bataillon war 1919 im Irak, das 2. wurde 1922 während der Chanak-Krise eingesetzt. Das 3. und 4. Bataillon wurden 1922 aufgelöst. Die beiden verbleibenden Bataillone wurden in den 1930er Jahren motorisiert und waren der Mobile Division (später 1st Armoured Division) im Mutterland bzw. der 7th Armoured Division in Palästina unterstellt.

### Im Zweiten Weltkrieg
Das 1. Bataillon ging als Teil der 30th Motor Brigade Ende Mai 1940 nach der Belagerung von Calais in Gefangenschaft und wurde im Oktober 1940 im Mutterland erneut aufgestellt. Es kam mit der 1. und 7. Panzerdivision in Nordafrika und Italien zum Einsatz, bevor es im September 1943 nach England transferiert wurde, um an der Landung in der Normandie teilzunehmen. Es kämpfte bis zum Kriegsende an der Westfront und stand zu diesem Zeitpunkt in Hamburg.
Das 2. Bataillon kämpfte ebenfalls in Nordafrika und Italien, blieb aber bis zum Kriegsende an dieser Front. Das 8. Bataillon nahm an der Landung in der Normandie und mit der 11. Panzerdivision an der Kampagne in Nordwesteuropa teil. Das 9. Bataillon kämpfte mit der 2. Panzerdivision in Nordafrika und wurde im August 1942 aufgelöst. Das 10. Bataillon kam in Nordafrika und anschließend in Italien zum Einsatz, bevor es im März 1945 aufgelöst wurde.
Mehr als 1300 Angehörige des Regiments fielen in diesem Krieg.

### Nachkriegszeit und Ende

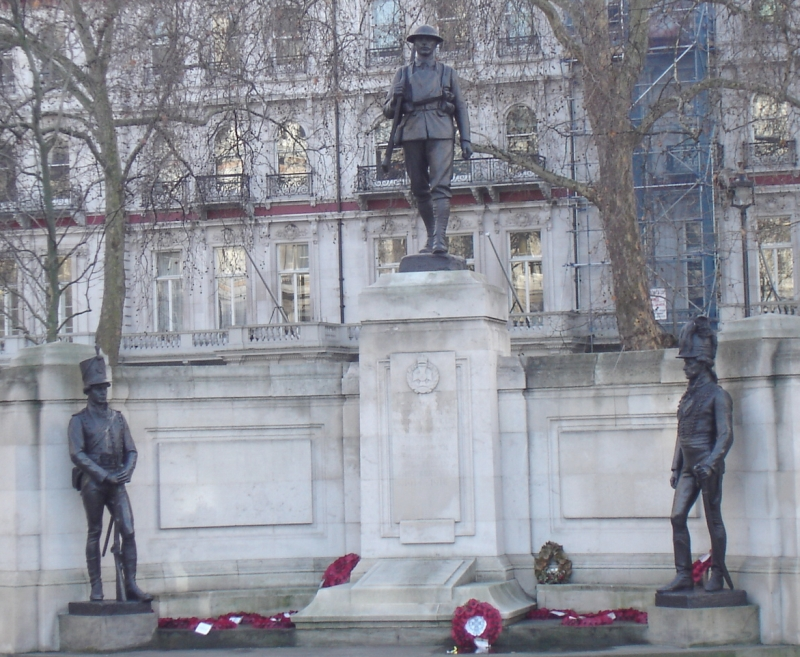
Rifle Brigade War Memorial, London

1948 wurde das Regiment auf ein reguläres Bataillon reduziert. Dieses kam 1954 in Kenia während des Mau-Mau-Krieges und später in der Föderation Malaya während der Malayan Emergency zum Einsatz. 1958 wurde es (als 3. Bataillon) mit der Oxfordshire and Buckinghamshire Light Infantry und dem King’s Royal Rifle Corps zur Green Jackets Brigade zusammengelegt.
An die Brigade wird unter anderem im Royal Green Jackets (Rifles) Museum am Sitz des früheren Regimentsdepots in den Peninsula Barracks, Winchester, erinnert. In London gibt es in der City of Westminster das Rifle Brigade War Memorial, das an die Toten der beiden Weltkriege erinnert.